# Polska Izba Handlowa w Australii
Polska Izba Handlowa w Australii (Polish Chamber of Commerce Australia, Inc.) – powstała w 1990 organizacja polonijna mająca za zadanie rozwój bilateralnych stosunków gospodarczych pomiędzy Australią i Polską. 
Izba utrzymuje 2 przedstawicielstwa - w Adelajdzie i Poznaniu.